# Theodor Karl Lieven
Theodor Karl Lieven (* 14. März 1902 in Wesel; † 16. Oktober 1983 in Düren) war ein deutscher Schriftsteller und Komponist.

## Leben
Lieven schloss wegen des Ersten Weltkriegs das Gymnasium erst spät ab und studierte anschließend von 1921 bis 1924 an der TU Berlin, jedoch ohne Abschluss. In Berlin trat er dem Kartellverband katholischer deutscher Studentenvereine bei. Danach war er als Buchhalter bei verschiedenen Firmen tätig und engagierte sich zwischen 1926 und 1931 als Musiker in der französischen Fremdenlegion. 1939 wurde Lieven von der deutschen Wehrmacht zum Kriegsdienst im Zweiten Weltkrieg eingezogen und war anfangs in Wesel, später in Rheine stationiert, von wo aus er beim Afrikafeldzug eingesetzt wurde. Dabei wurde er im Januar 1942 mit dem EK II. Klasse und im März des gleichen Jahres mit der Medaille für den italienisch-deutschen Feldzug in Afrika ausgezeichnet. Im Mai 1942 geriet er in Kriegsgefangenschaft, aus der er 1947 entlassen wurde.
Nach dem Zweiten Weltkrieg widmete er sich der Schriftstellerei und der Musik. Dabei übersetzte er zwei Werke des Dominikanerpaters Robert Edward Brennan aus Lima, Ohio ins Deutsche, darunter das Hauptwerk Thomistische Psychologie. Eine philosophische Analyse der menschlichen Natur, erschienen 1957 im Styria Verlag in Graz.

## Kompositionen (Auswahl)
- 1943: Nachahmungssinfonie, c-Moll[4], Uraufführung am 21. Juli 2025 vom Nova Orchester Wien unter William Garfield Walker im Großen Saal des Wiener Musikvereins als Eröffnungskonzert des Golden July Music Festival Vienna[5], veranstaltet durch die Internationale Klavierstiftung Theo und Petra Lieven zu Hamburg.[6] Die Kompositionen wurden erst 2013 im Nachlass des Komponisten entdeckt.
- 1945: Sinfonietta
- 1960: Polytonale Imitationen für zwei Klaviere[7]
- 1965: Kleine Musik in drei Sätzen, Uraufführung am 11. Mai 2025 in Haifa mit dem Haifa Symphony Orchestra, Dirigat: Yoel Levy.[8]

## Werke als Übersetzer und Herausgeber (Auswahl)
- Übers. von: Robert Edward Brennan: Thomistische Psychologie. Eine philosophische Analyse der menschlichen Natur (= Die deutsche Thomas-Ausgabe. Ergänzungsband 1). F. H. Kerle, Heidelberg; Verlag Styria, Graz / Wien / Köln 1957, OCLC 263558579 (Originaltitel: Thomistic psychology).
- Übers. von: Robert Edward Brennan: Die menschliche Natur. Eine Einführung in der Psychologie. Bibliotheca christiana, Bonn 1961, OCLC 174263825 (Originaltitel: The image of his makers).
- Übers. von: Dorothy Pitkin: Ihre Freundin Kit – Ein Winter der Entscheidungen. Herder Verlag, Freiburg i. Br. 1965, OCLC 73634344 (Originaltitel: Wiser than winter).